# Stanisława Pawłowska (nauczycielka)
Stanisława Pawłowska (ur. 4 maja 1874 w Wielkiej Wsi (powiat tarnowski), zm. 3 marca 1943 w Auschwitz-Birkenau) – polska nauczycielka, działaczka społeczna, podczas okupacji hitlerowskiej organizatorka tajnego nauczania na terenie Krościenka nad Dunajcem.

## Życiorys
Stanisława Biesiadzka do około 1901 roku mieszkała w Wielkiej Wsi, gdzie od 1898 roku byli wraz mężem nauczycielami w tamtejszej 2-klasowej szkole. W 1902 roku przenieśli się do Wieliczki, gdzie Stanisława pracowała w 4-klasowej szkole do 1903 roku, a Franciszek do 1906 roku. W 1907 roku Pawłowscy przeprowadzili się do Krakowa, gdzie Franciszek był nauczycielem w Seminarium Nauczycielskim Męskim (1907–1917), profesorem w Prywatnym Seminarium Nauczycielskim Żeńskim Sebaldy Münnchowej (1913–1914) oraz wychowawcą i nauczycielem pedagogiki i metodyki specjalnej w Seminarium Nauczycielskim Żeńskim „Towarzystwa Szkoły Ludowej” im. Fr. Preisendanza (1915–1917).
Po odzyskaniu przez Polskę niepodległości Pawłowscy przenieśli się do Wielkopolski, aby w byłym zaborze pruskim organizować polskie seminaria nauczycielskie. Początkowo pracowali w Rogoźnie (1919–1921), gdzie Franciszek sprawował obowiązki pierwszego polskiego dyrektora Seminarium, następnie w Krotoszynie (1921–1922), gdzie od 1 listopada 1921 roku Franciszek objął stanowisko dyrektora Seminarium Nauczycielskiego i pracował na tym stanowisku do swej śmierci 2 stycznia 1922 roku.
Zdając sobie sprawę z przewlekłej choroby płuc Franciszka małżeństwo w 1910 roku kupiło dom przy ul. Zdrojowej 9 w Krościenku nad Dunajcem. Po śmierci męża Stanisława zamieszkała tam na stałe. Nie mogąc otrzymać pracy w szkole w Krościenku, przez rok uczyła w łemkowskiej pięcioklasowej szkole w Jaworkach, dokąd chodziła codziennie 9 km. W 1926 roku uzyskała etat nauczycielski w szkole podstawowej w Krościenku przy ul. Jagiellońskiej 4.
Stanisława założyła w Krościenku Koło Młodych Polek i była „lokalnym moralnym autorytetem dla wielu osób”. W 1937 roku przeszła na emeryturę, ale nie zaprzestała działalności nauczycielskiej, wychowawczej i społecznej.
W czasie okupacji hitlerowskiej Stanisława organizowała w Krościenku system tajnego nauczania. Została aresztowana 24 listopada 1942 roku wraz z grupą kilkudziesięciu osób miejscowej inteligencji. Podczas rewizji Gestapo znalazło u niej w domu biało-czerwoną szarfę, którą próbowano ją udusić. W Auschwitz miała numer 28009.

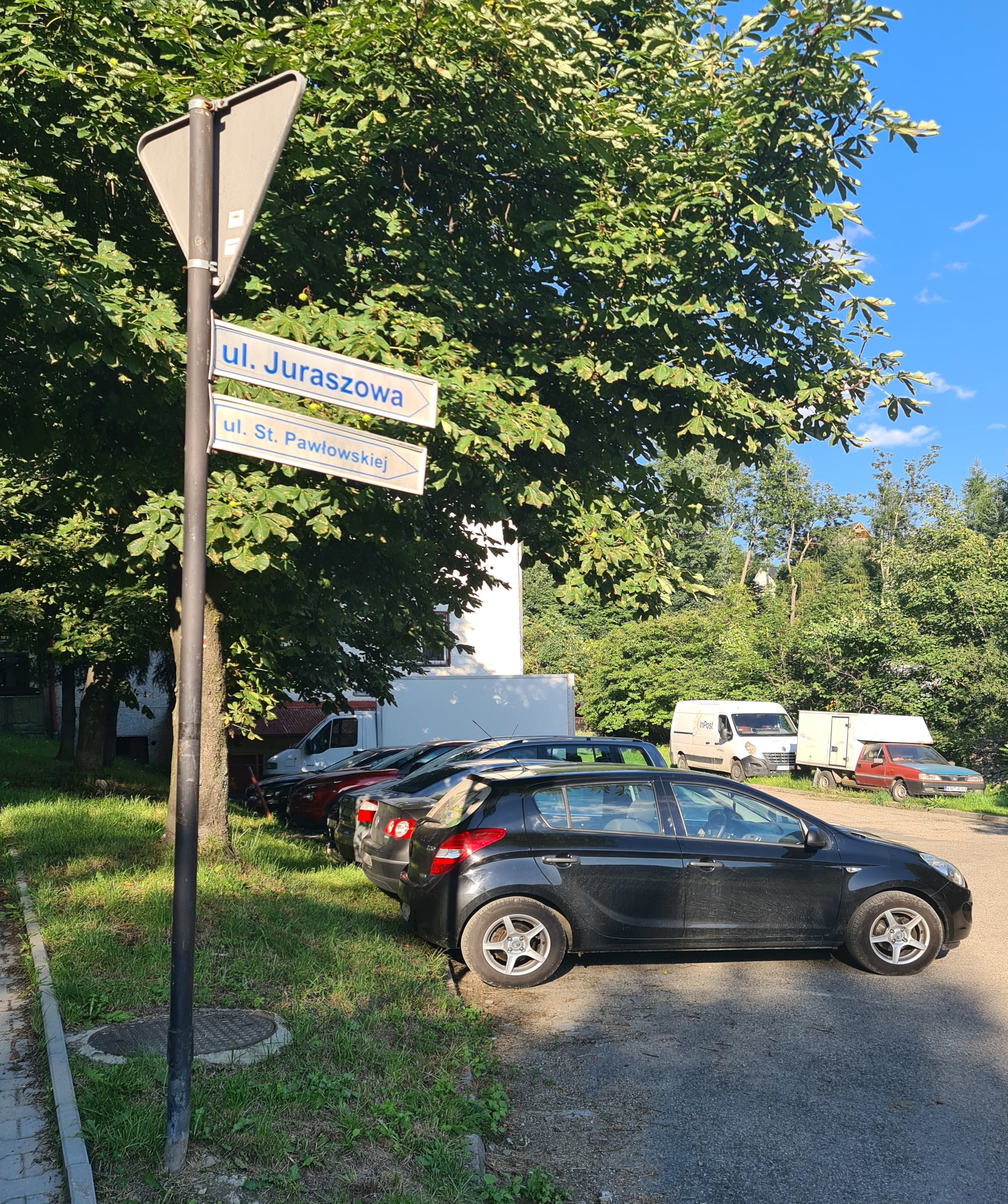
Znak ulicy Stanisławy Pawłowskiej w Krościenku nad Dunajcem

## Upamiętnienie
Jedna z ulic w Krościenku nad Dunajcem, odchodząca na południe od ulicy Źródlanej przez Potok Zakijowski (Zagórski Potok), nosi imię Stanisławy Pawłowskiej.
Wiersz poświęcony Stanisławie Pawłowskiej napisała w 2013 roku Krystyna Aleksander.

## Życie prywatne
Stanisława Biesiadzka była córką Józefa i Ludwiki z domu Skibińskiej. 1 października 1898 roku wyszła w Dębowcu za Franciszka Pawłowskiego (1873–1922), z którym miała czworo dzieci: Alinę Feliksę Wacławę (1899–1926), Jadwigę (1900–1904), Czesława (1904–1923) i Zofię (1906–1924). Franciszek był bratem Stanisława Pawłowskiego.
Od 1898 roku Stanisława i Franciszek wychowywali również młodszą siostrę Franciszka, Helenę (1884–1974), późniejszą Martynowską, też nauczycielkę.